# Jorma Hautala
Jorma Jouko Johannes Hautala, född 21 januari 1941 i Helsingfors, är en finländsk målare och grafiker.
Hautala studerade vid Fria konstskolan 1959–1960 och Konstindustriella läroverket 1962–1966. Han ställde första gången ut i Helsingfors 1967. Han tillhörde den nya generationen av konstruktivister som debuterade på 1960-talet.
Han var medlem av den 1968 grundade Aloha-gruppen och 1972 grundade Dimensiogruppen, där konstruktivister och företrädare för bland annat den moderna opkonsten och kinetikerna samlades.
Hautala har genom åren varit en hängiven konstruktivist och producerat sig både i målningar (olja och akryl) och grafik (serigrafi). I sina rytmiskt varierande geometriska kompositioner i ljusa och eleganta färgskalor lyckas han emellertid skapa intryck av landskap och atmosfär med ljus och rymd. Han har bedrivit konstnärligt samarbete med olika arkitektbyråer och erhållit en rad offentliga uppdrag, bland annat 1993 i personalmatsalen i operahuset i Helsingfors.
Hautala har skrivit om konst bland annat i tidskriften Taide, utgivit sina essäer från åren 1974–1999 i en samlad volym (2001) samt även verkat som grafisk formgivare och ansvarat för bland annat  Taides layout 1975–1979. Han har verkat som lärare vid Konstindustriella högskolan 1971–1972 och 1977–1983 samt vid Finlands konstakademis skola 1982–1988. Han tilldelades Pro Finlandia-medaljen 1989 och var konstnärsprofessor 1995–2000.

## Utmärkelser
- Pro Finlandia-medaljen av Finlands Lejons orden,  6 december 1989[2]
- Kommendörstecknet av Finlands Lejons orden,  6 december 2001[3]

[Redigera Wikidata]